# 営団08系電車
営団08系電車（えいだん08けいでんしゃ）は、2002年に登場した帝都高速度交通営団（営団）の通勤形電車である。2004年（平成16年）4月の営団民営化にともない、後継の東京地下鉄（東京メトロ）に継承された。

## 概要
2003年3月19日の半蔵門線の水天宮前 - 押上間の開業と東武鉄道伊勢崎線・日光線との相互直通運転開始による必要編成数の増加に伴い、10両編成6本（60両）が日本車輌製造で製造された。営団地下鉄では最後の新形式であり、「0x系」の系列名で登場した最後の車両でもある。
本形式は「人や環境に快適でやさしい車両」をテーマに、先に登場した東西線用の05N系をベースに設計された。また、2000年（平成12年）3月に発生した日比谷線脱線衝突事故を踏まえ、車体構造の見直し、安全性の向上を目的に改良を加えた新設計の台車を採用した。

## 外観
アルミニウムの無塗装車体に、半蔵門線のラインカラーの紫帯を巻く。側面は紫色に白・ピンクを加えてソフトなイメージとしている。床面高さは車椅子での乗降を考慮して8000系よりも60 mm低い1,140 mmとした。
前面は05N系の縦曲線をベースにし、フロントガラスの四隅形状や下部の前照灯形状など角ばった直線性を強調したデザインを採用している。前照灯は四角形のHID、尾灯は三角形のLEDである。スカートは、05N系に準じた形状のものを設置した。また、車外案内用として空調装置キセ内部に車外スピーカーを搭載している。
前面ガラスにはグリーンの熱線吸収ガラスが使用され、いずれの窓上部には遮光フィルムが貼られている。前面には地下鉄線内におけるプラグドア式の非常扉と車内に非常階段を設置する。
前述した事故を教訓として、側構体を従来のシングルスキン構造からダブルスキン構造（セミダブルスキン構造）に変更し、車体強度の向上を図った。合わせて車端部（側窓下 - 台枠下面間）の隅柱を強化・三角形断面構造とし、側構体は戸袋部および下部構造（7人掛け座席間は台枠との接合部付近のみ、車端部は側窓下全体）を中空形材による二重構造（ダブルスキン構造）とした。これらの技術により、万が一衝突事故が発生した際には、相手車体が自車体へ侵入することを防止できるほか、衝撃により各構体が分離するのを防止することができ、事故の拡大を抑えることができる構造となっている。その他、車体外板接合の一部には摩擦攪拌接合 (FSW) を採用し、外観見付けの向上を図った。側面屋根は張り上げ屋根構造となっている。
各車連結面に灰色の転落防止幌を装備する。ただし、4号車の妻面には誘導無線用のアンテナがあるためここにはステンレス製の板を巻く。

## 車内設備
車内は清潔感ある白を基調とし、床材はラベンダー色となっている。座席モケットは、江戸紫をイメージした濃いめの紫色となっている。1人分の掛け幅が450mmの片持ち式バケットシートで、中間車の座席配置は3 - 7 - 7 - 7 - 3人掛けであり、7人掛け座席は3＋4人にスタンションポールで区切られている。優先席の座席モケットは青色であり、この付近のつり革はオレンジ色である。車椅子スペースは3・9号車に設置する。
客用ドアは車内も化粧板仕上げで、ドアガラスは複層ガラスである。連結面は各車貫通扉があり、妻窓も設置している。側窓は扉間は2連の下降式のユニット窓、車端部は固定窓である。カーテンはベージュ色、波線状の模様入りで、フリーストップ式を採用している。冷房の送風はラインフローファン方式で、補助送風機であるラインデリアは先頭車9台・中間車は10台設置している。

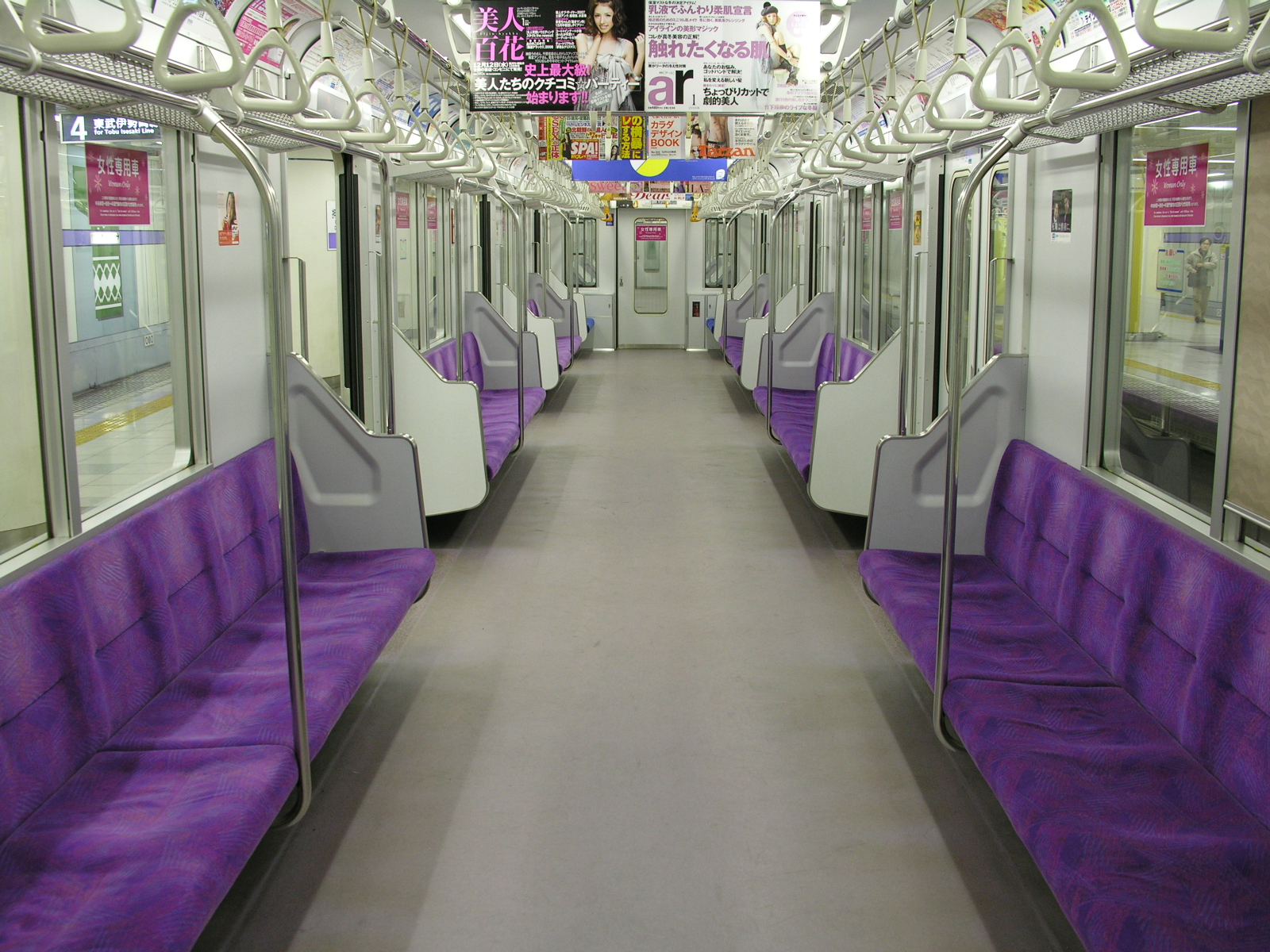
車内
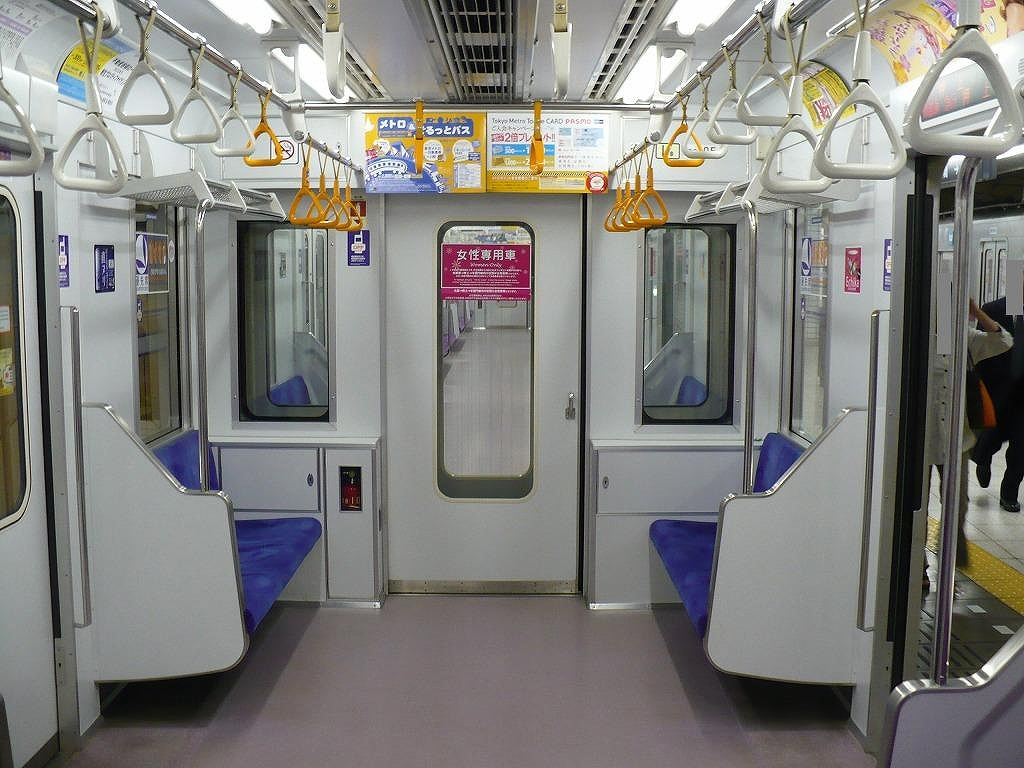
優先席
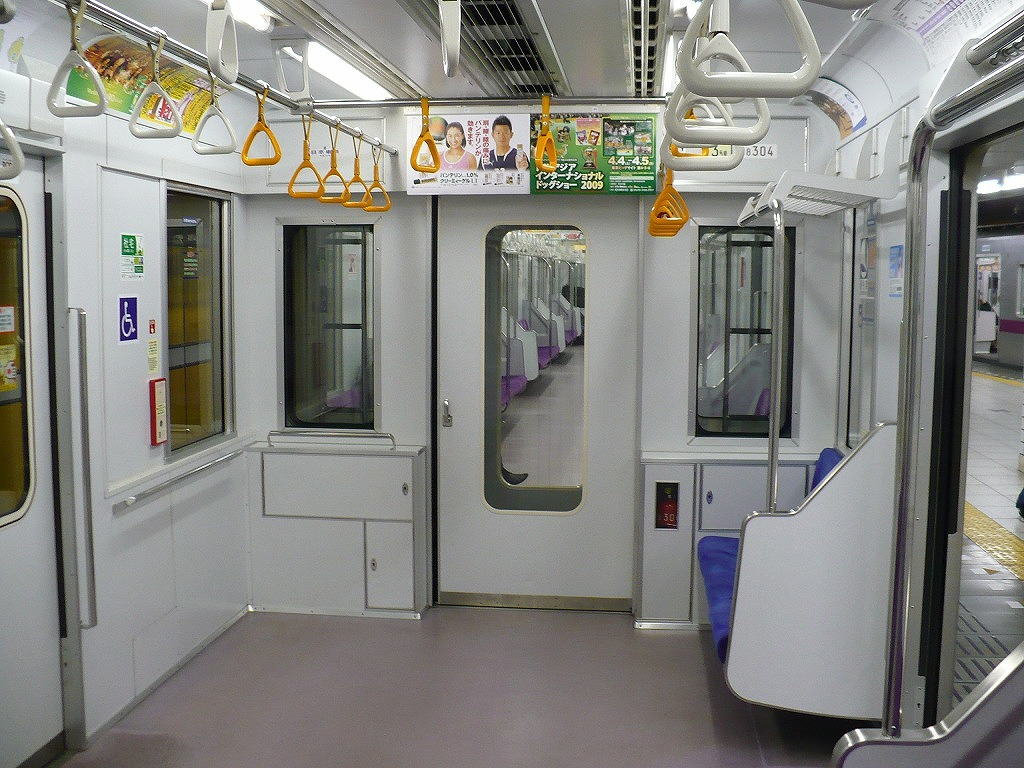
フリースペース
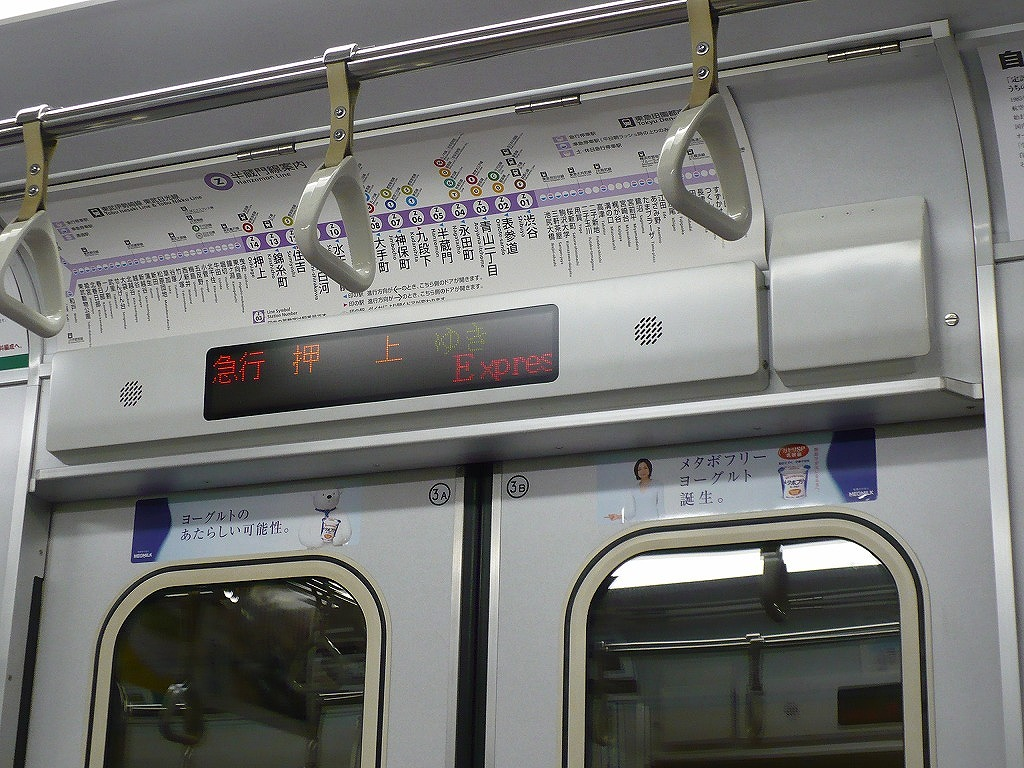
客用扉上部のLED案内表示器
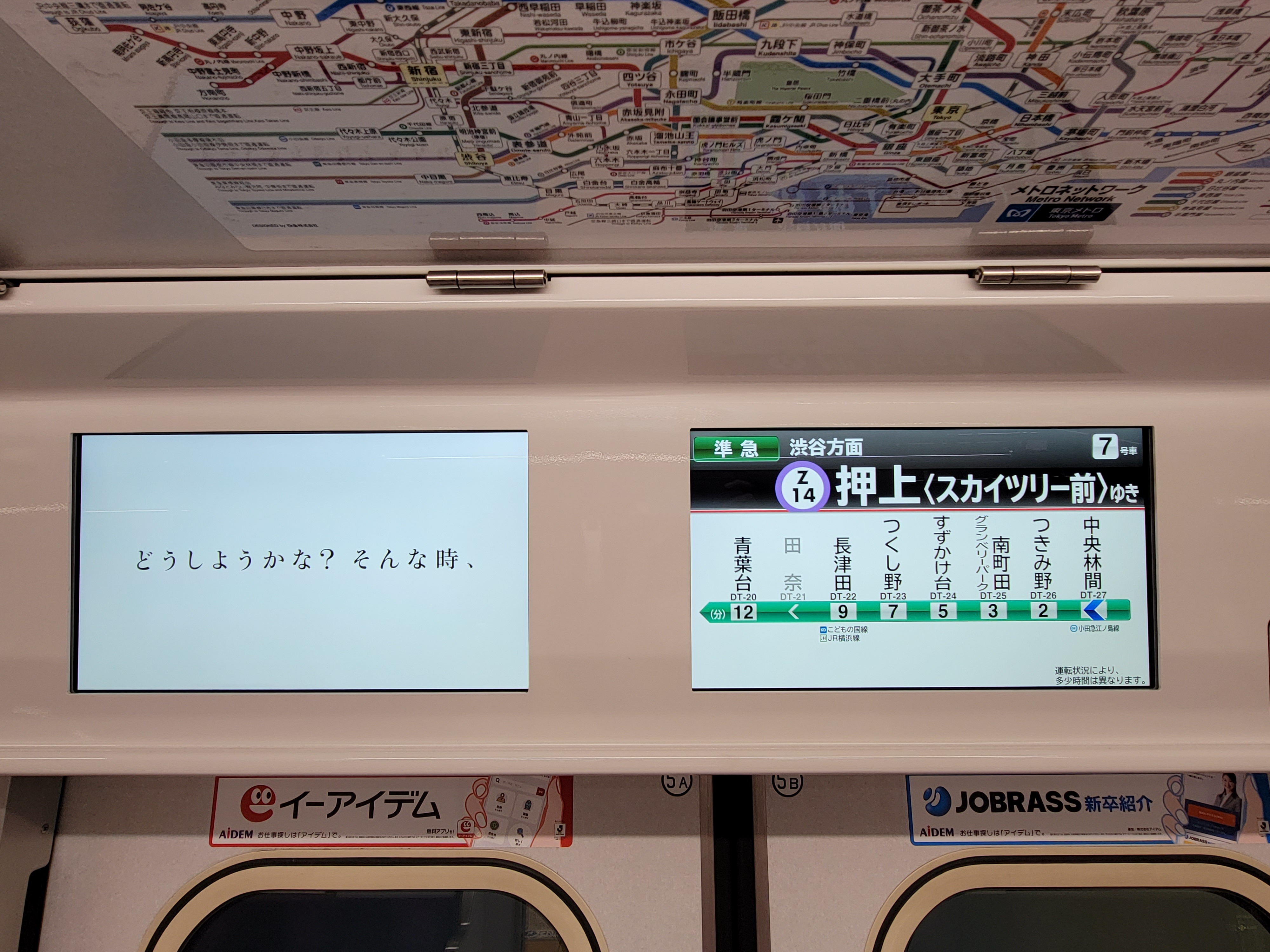
更新後の17インチ液晶式の案内表示器

### 旅客案内
東急線・東武線に対応した自動放送装置が設置されている。この装置はマナーなどの啓発放送にも対応している。各ドア上部に2段式のLED式案内表示器・ドアチャイムを設置しており、鴨居部には埋め込まれず単体で設置されている。

### 運転台
乗務員室は乗務員の居住性の拡大、乗務員室機器の操作性の向上・車内信号の視認性向上・前方視野の拡大を考慮して設計されたものである。
室内はクリーム色の配色、運転台計器盤は濃い灰色の配色としている。室内は乗務員の居住性確保のために線路方向に1,900mm確保されている。メインハンドルは8000系と同様形状のデッドマン装置付きT字形ワンハンドルマスコンであり、計器盤には従来のブレーキ指示計に代わってノッチ位置を表示する灯が設置されている。
速度計は白地で最大120km/h表示であり、地下などでオレンジ色に電照する。この指針は2針あり、黒針は速度現示用、赤針は半蔵門線内におけるATC過走防護信号 (ORP) の制限速度を現示するためのものである。運転台前のフロントガラスのみ日除けカーテンがある。車掌スイッチは駅折り返し時に操作の不要な間接制御式（リレー式）を採用した。
運転台の右側には車両情報管理装置 (TIS) のモニター画面がある。TISでは制御伝送機能や搭載機器の動作監視の他、サービス機器である自動放送装置・車内表示器や行先表示器の設定機能などがある。
乗務員室仕切りは、前面と同じような割合で左から大窓・仕切扉窓・小窓の3か所窓が設置されている。遮光幕は客室から向かって左側2枚で使用される。なお、最も右端の小窓には遮光幕はない。

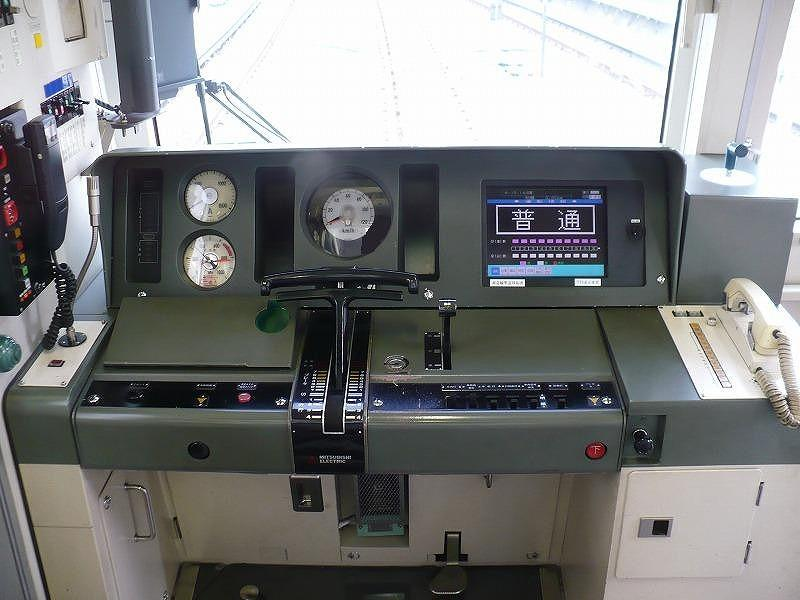
運転台
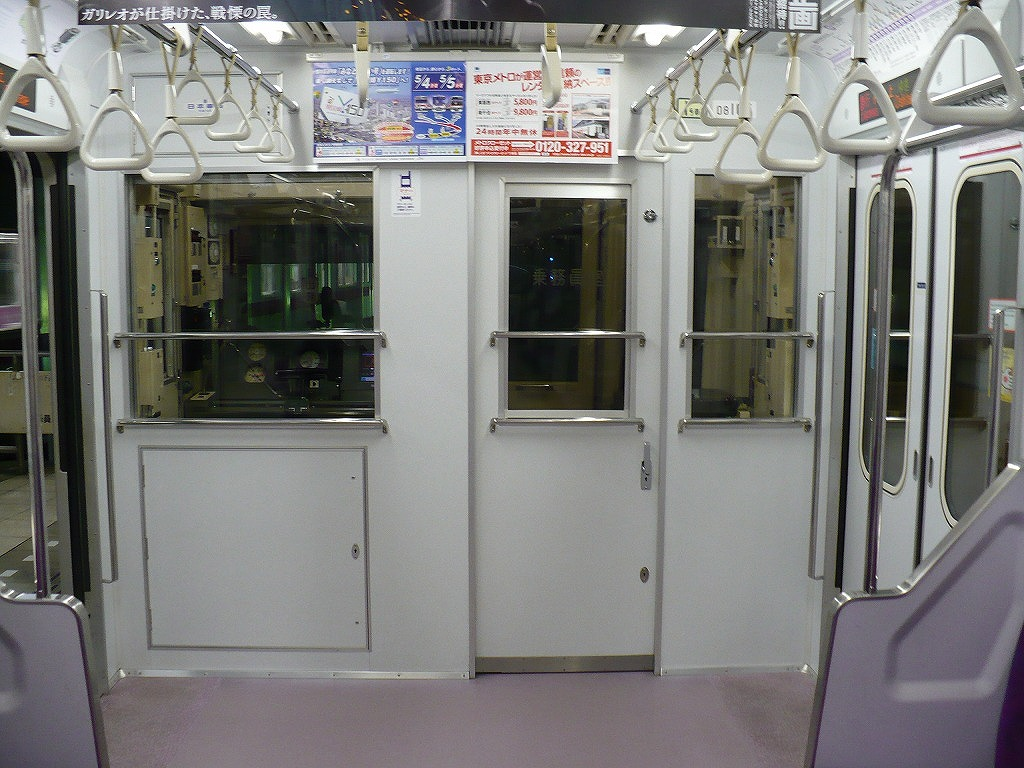
乗務員室背面仕切壁 仕切窓は3枚並ぶ。

## 主要機器
編成構成はMT比5M5T、VVVFインバータ制御装置は2レベル方式・ベクトル制御による1C4M2群/1群制御である。乗り入れ先における高速性能を向上させるため、従来の営団車両の設計最高速度である110 km/hから120 km/hに向上させた。このために編成形態を5M5Tとし、主電動機は165kW品を採用、合わせて歯車比を6.21として高速性能の向上と主電動機の回転数を抑えることで車外騒音を低減させるものとした。
補助電源装置は東芝製のIGBT素子を使用した静止形インバータ (SIV) （出力240kVA）を搭載する。直流1,500Vを入力電圧として、三相交流440V（60Hz）を出力するものである。空気圧縮機 (CP) は三菱電機製のレシプロ式C-2500LB形を搭載する。除湿装置には05N系8次車以降で実績のある、メンテナンスの容易な中空糸膜式除湿装置が採用されている。パンタグラフは剛体架線に対応した新造車両では初のシングルアーム式を採用しており、編成で5基搭載される。
空調装置は集中式の東芝製58.14 kW（50,000kcal/h・形式RPU-15003形）の装置を搭載する。空調運転モードは「全自動」・「冷房」・「除湿」・「暖房」と「送風」（ラインデリア）が可能である。暖房装置は700W出力の座席下つり下げ式で、7人掛け座席部には2台、車端部には1台を設置する。
台車は住友金属工業製のSS台車ではなく、日本車輌製造製のND台車を装着する。ただし、同台車は東西線05系11次車以降に採用されているSS161タイプのものと同一設計品である。軸箱支持はモノリンク式でボルスタレス方式の台車である。基礎ブレーキは片押し式のユニットブレーキ方式を採用している。
この台車は従来のものと比べ、仕様を見直して急曲線における低速走行時の安全性向上、乗り心地の向上を目的に各種の安全対策を重点として製作したものである。具体的には「異方性空気ばね」、「非線形軸ばね」、「応荷重差圧弁」、「不感帯が小さい高さ調整弁」が採用された。さらに検修時における輪重調整作業の作業性の向上を図れるようになっている。これは従来、軸ばね、空気ばねのライナー調整作業には台車の分解作業が必要であったが、この台車では小形ジャッキの使用により在姿状態で調整を可能とした。
機器の画像
- 東京地下鉄では左右側面の呼称方法として、08-100形の進行方向から見て、右側を1側、左側を2側と呼称する。

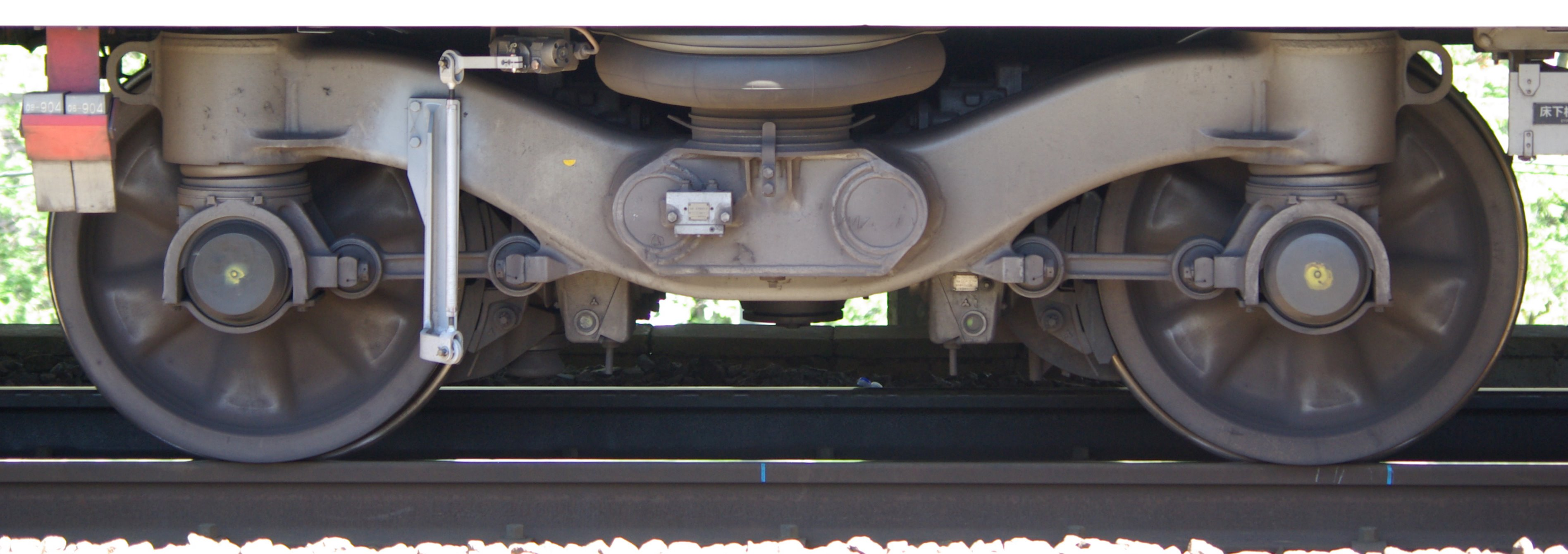
ND730形動力台車 （2007年6月）
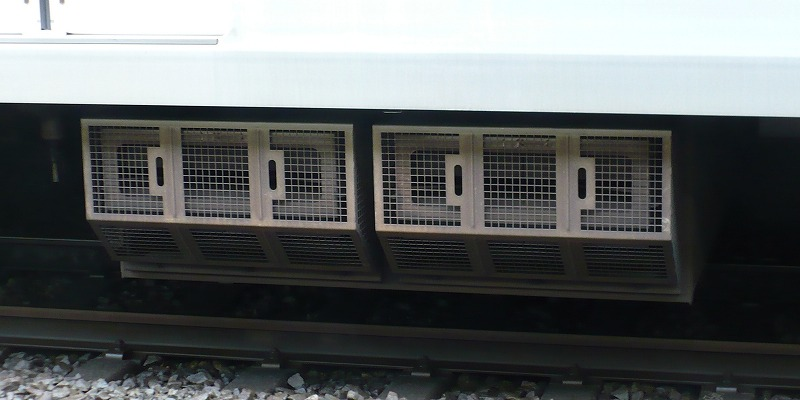
MAP-178-15V108形 VVVFインバータ装置 （2側の側面、パワーユニット）
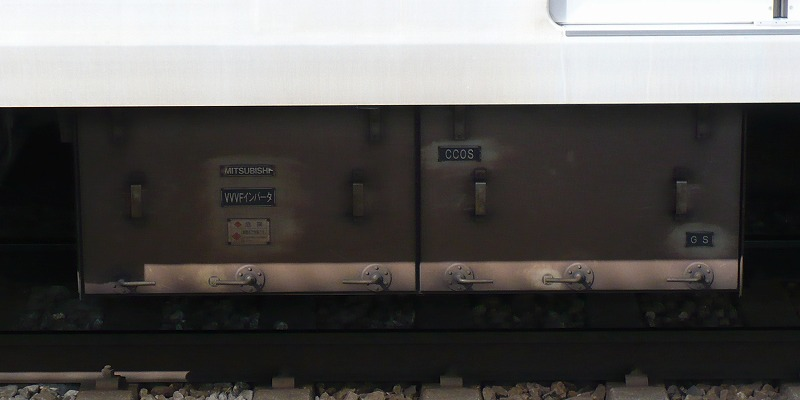
同VVVFインバータ装置の反対側 （1側の側面、ゲート制御部）
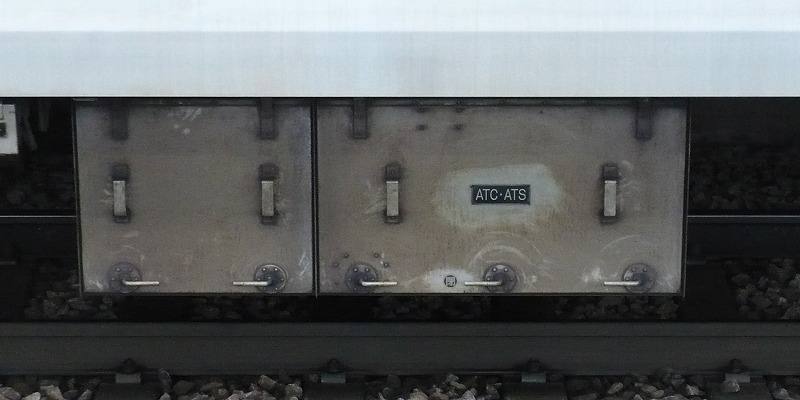
両先頭車に搭載するATC・ATS装置箱
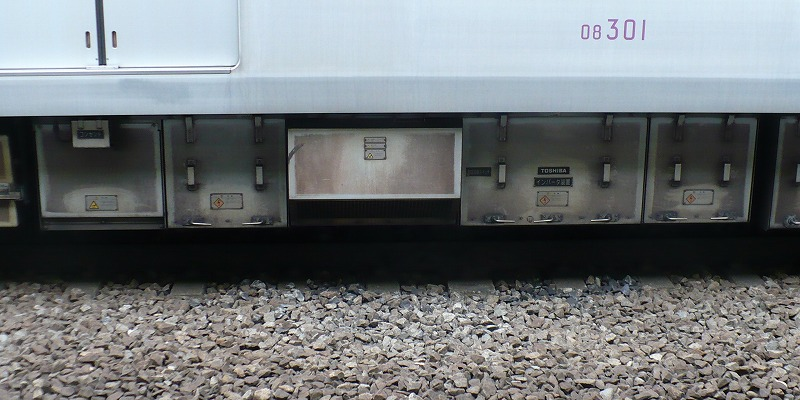
東芝製の静止形インバータ装置 （INV154-A0形）
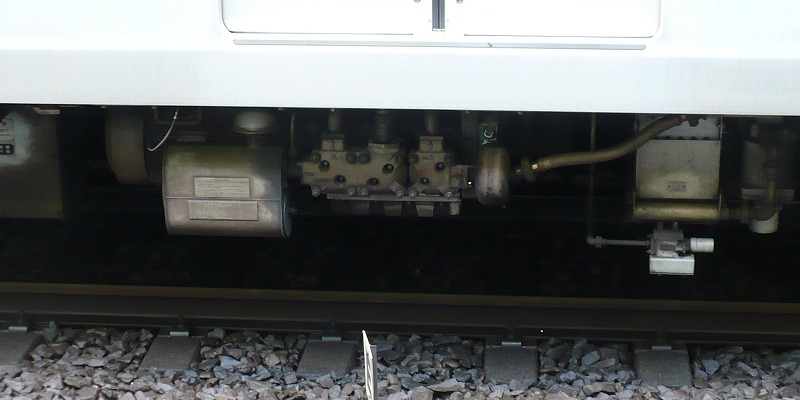
電動空気圧縮機C-2500LB形 右端が中空糸膜式除湿装置

保安装置としてのATC装置は東京地下鉄用と東急用共用形で、信号周波数や機能を切り換えて両社に対応している。さらに東武ATS装置も搭載し、これらは「ATC/ATS」装置箱として両先頭車に搭載される。

## 編成
10両編成6本（60両）が鷺沼検車区に在籍する。8000系と共通に運用されている。8000系19本と08系6本の計25本のうち、最大22本（予備は3本）が運用されている。
2003年に入線した編成を含め、車内の銘板は全て「日本車輌 平成14年」である。
|              | ← 久喜・南栗橋・押上渋谷・中央林間 → |                  |                  |                  |                  |                  |                  |                  |                  |                  |
| 号車         | 1                                    | 2                | 3                | 4                | 5                | 6                | 7                | 8                | 9                | 10               |
| 形式         | 08- 100形 (CT1)                      | 08- 200形 (M1)   | 08- 300形 (M2)   | 08- 400形 (T)    | 08- 500形 (Mc1)  | 08- 600形 (Tc)   | 08- 700形 (T')   | 08- 800形 (M1)   | 08- 900形 (M2)   | 08- 000形 (CT2)  |
| 搭載機器     |                                      | VVVF2            | SIV CP BT        |                  | VVVF1 CP BT      |                  |                  | VVVF2            | SIV CP BT        |                  |
| 車両重量 (t) | 23.7                                 | 31.3             | 32.1             | 21.6             | 30.8             | 21.5             | 21.5             | 31.3             | 32.1             | 23.7             |
| 車両番号     | 08-101 ： 08-106                     | 08-201 ： 08-206 | 08-301 ： 08-306 | 08-401 ： 08-406 | 08-501 ： 08-506 | 08-601 ： 08-606 | 08-701 ： 08-706 | 08-801 ： 08-806 | 08-901 ： 08-906 | 08-001 ： 08-006 |

| 凡例 - VVVF2：制御装置（1C4M2群） - VVVF1：制御装置（1C4M1群） - SIV：補助電源装置（静止形インバータ） - CP：空気圧縮機 - BT：蓄電池 |

## 登場後の変化
- 行先方向幕は当初3色LEDによるものを採用していたが、2014年度よりフルカラーLED式へ交換された。
- 室内の表記類は2007年より10000系で採用された蓄光性のシールに交換している。
- 鴨居部の車内案内表示器は2014年以降になって順次17インチの液晶式に更新され、ドアチャイムも変更された[注 5]。